# Stuart Bingham
Stuart Bingham (sinh 21 tháng 5 năm 1976) là một cầu thủ snooker chuyên nghiệp người Anh và đương kim vô địch World Snooker.
Là một người chơi snooker nghiệp dư, anh đã giành được năm IBSF World Snooker Championship 1996, nhưng sau đó anh đã trải qua nhiều mùa như một chuyên gia đi làm thuê trước khi cải thiện tình trạng để trở thành một cầu thủ hàng đầu xếp hạng lúc anh ba mươi của tuổi. Lần đầu tiên anh lọt vào top 32 trong bảng xếp hạng thế giới cho mùa giải 2006/2007, và lần đầu tiên lọt vào top 16 trong mùa giải 2011/2012.